# Андре де Грас
Андре де Грас (енгл. Andre De Grasse; Скарборо, 10. новембар 1994.) је канадски атлетичар, седмоструки освајач олимпијских медаља у спринту. Де Грас је олимпијски шампион 2020. на 200 м, а освојио је и сребро на 200 м у 2016. години. Освојио је друго сребро у штафети 4×100 м на Играма 2020. Има и три олимпијске бронзане медаље: на 100 м на Играма 2016. и 2020., као и у штафети 4×100 м 2016. Де Грас је освојио своју другу златну олимпијску медаљу као део штафете 4×100 м на Играма 2024 . Победа га је изједначила са пливачицом Пени Олексиак као најодликованијим олимпијцем Канаде свих времена.
На Светским првенствима у атлетици Де Грас је са канадском штафетом 4×100 освојио златну медаљу 2022. и бронзану медаљу медаљу 2015. Има и три појединачне медаље са светских првенстава: сребро на 200 м 2019. у Дохи и две бронзе на 100 м 2015. и 2019. Де Грас је актуелни канадски рекордер на 200 м, са 19,62 секунде, који га ставља на осмо место најбржих спринтера у историји на 200 м.
Де Грас је први канадски спринтер који је освојио три медаље на једној Олимпијади, надмашивши две медаље на једној Олимпијади које су освојили канадски спринтери Донован Бејли и Перси Вилијамс.  Континуитет освајања медаља доказао је у финалима Олимпијских игара и Светских првенстава на којима се такмичио од 2015. до Светског првенства 2023.

## Одрастање
Андре де Грас је рођен у предграђу Торонта Скарборо, Онтарио. Његова мајка, Беверли де Грас, била је спринтерка у средњој школи на Тринидаду и Тобагу пре него што се преселила у Канаду са 26 година. Андреов отац, Александар Вејт, преселио се са Барбадоса у Канаду као тинејџер. Де Грас је одрастао у Маркаму у Онтарију где је похађао је католичку основну школу.

У средњој школи, де Грас је у почетку играо кошарку, у једном тренутку играјући против будућег НБА играча Ендруа Вигинса. Прешао је 2015. у Калифорнију да студира у УСЦ и тренира атлетику.

## Олимпијске игре у Паризу 2024.
Де Грас је именован за носиоца канадске заставе на церемонији отварањаза Олимпијских игара 2024. у Паризу, заједно са дизачицом тегова Мод Шарон. После потешкоћа Де Граса у тркама на 100 и 200 метара, мала су била очекивања од канадске штафете 4 × 100 метара. Тим Канаде је завршио на трећем месту у својој полуфиналној групи, и са најспоријим временом од осам тимова који су стигли до финала. У финалу, Канађани су истрчали најбоље време у сезони са 37,50 секунди и освојили златну медаљу, што се сматрало великим изненађењем, уз чињеницу да је лоша размена штафетних палица окончала наде америчког тима који је био веома фаворизован. Резултат канадске штафете се сматра као једно од већих изненађења Олимпијских игара у Паризу. Овим златом, Де Грас је освојио своју седму олимпијску медаљу, и тиме изједначило канадски рекорд пливачице Пени Олексиак за највише медаља једног канадског олимпијца. Канадски лист Нешнал Пост (National Post) прогласио је Де Граса "највећим канадским олимпијским спринтером у историји".

## Филантропија и јавни наступи
2016. Де Грас је основао је покренуо Кошаркашки турнир Андре де Грас, добротворни догађај који подржава Породичну фондацију Андре де Грас. У септембру 2017. појавио се на добротворном догађају у Торонту. Де Грас такође учествује сваке године на кошаркашком турниру под називом Холидеј Класик у Маркаму (Holiday Classic at Markham) где сав приход од турнира иде Фондацији породице Андре де Граса.

## Лични живот
Ожењен је америчком препонашицом Нијом Али, и имају ћерку Јури, рођену јуна 2018. и друго дете рођено у мају 2021. Де Грас је католик, под утицајем својих родитеља. На руци има истетовирану реч „нада“ и текст молитве.

## Почасти
Де Грасов успех на Олимпијским играма довео је до тога да је 2016. освојио награду Лајонел Коначер као мушки спортиста године у Канади. Светска Атлетика му је доделила награду Звезда у успону. У априлу 2017. Де Грас је добио награду Хари Џером. 2022. Де Грас је постао члан Реда Онтарија.

## Статистика
Информације са профила Андре де Граса са сајта Светске атлетике.

### Лични рекорди
| Дисциплина           | Време   | Ветар (метара у секунди) | Место             | Датум            | Белешке                           |
| -------------------- | ------- | ------------------------ | ----------------- | ---------------- | --------------------------------- |
| 60 метара            | 6.60    |                          | Линколн, САД      | 7. фебруар 2015. | У дворани                         |
| 100 метара           | 9.89    | +0.1                     | Токио, Јапан      | 1. август 2021.  |                                   |
| 100 метара           | 9.69    | +4.8 *                   | Стокхолм, Шведска | 18. јун 2017.    | * Уз недозвољено јак ветар у леђа |
| 200 метара           | 19.62   | −0.5                     | Токио, Јапан      | 4. август 2021.  | Рекорд Канаде                     |
| 200 метара           | 19.58   | +2.4 *                   | Јуџин, САД        | 12. јун 2015.    | * Уз недозвољено јак ветар у леђа |
| 200 метара у дворани | 20.26   |                          | Фејетвил, САД     | 14. март 2015.   | Рекорд Канаде у дворани           |
| 4×100 м штафета      | 37.48   |                          | Јуџин, САД        | 23. јул 2022.    | Рекорд Канаде                     |
| 4×200 м штафета      | 1:19.20 |                          | Гејнсвил, САД     | 2. април 2016.   | Рекорд Канаде                     |

### Међународни резултати
| Година | Такмичење                          | Место                  | Пласман         | Дисциплина      | Резултат | Ветар (метара у секунди) | Напомене           |
| ------ | ---------------------------------- | ---------------------- | --------------- | --------------- | -------- | ------------------------ | ------------------ |
| 2014   | Игре Комонвелта                    | Глазгов, Шкотска       | 15.             | 200 м           | 20.73    | +0.2                     |                    |
| 2014   | Игре Комонвелта                    | Глазгов, Шкотска       | —               | 4×100 м штафета | —        |                          | Нису завршили трку |
| 2015   | Свеамеричке игре                   | Торонто, Канада        | 1.              | 100 м           | 10.05    | +1.1                     |                    |
| 2015   | Свеамеричке игре                   | Торонто, Канада        | 1.              | 200 м           | 19.88    | +0.3                     |                    |
| 2015   | Свеамеричке игре                   | Торонто, Канада        | Дисквалификован | 4×100 м штафета | 38.06    |                          | Нагазио ван стазе  |
| 2015   | Светско првенство                  | Пекинг, Кина           | 3.              | 100 м           | 9.92     | −0.5                     |                    |
| 2015   | Светско првенство                  | Пекинг, Кина           | 3.              | 4×100 м штафета | 38.13    |                          |                    |
| 2016   | Олимпијске игре                    | Рио де Жанеиро, Бразил | 3.              | 100 м           | 9.91     | +0.2                     |                    |
| 2016   | Олимпијске игре                    | Рио де Жанеиро, Бразил | 2.              | 200 м           | 20.02    | −0.5                     |                    |
| 2016   | Олимпијске игре                    | Рио де Жанеиро, Бразил | 3.              | 4×100 м штафета | 37.64    |                          |                    |
| 2017   | Светско првенство у тркама штафета | Насау, Бахаме          | —               | 4×100 м штафета | —        |                          | Нису завршили трку |
| 2017   | Светско првенство у тркама штафета | Насау, Бахаме          | 1.              | 4×200 м штафета | 1:19.42  |                          | [ 33 ]             |
| 2019   | Светско првенство у тркама штафета | Јокохама, Јапан        | 11.             | 4×100 м штафета | 38.76    |                          |                    |
| 2019   | Светско првенство                  | Доха, Катар            | 3.              | 100 м           | 9.90     | +0.6                     |                    |
| 2019   | Светско првенство                  | Доха, Катар            | 2.              | 200 м           | 19.95    | +0.3                     |                    |
| 2021   | Олимпијске игре                    | Токио, Јапан           | 3.              | 100 м           | 9.89     | +0.1                     |                    |
| 2021   | Олимпијске игре                    | Токио, Јапан           | 1.              | 200 м           | 19.62    | −0.5                     | Рекорд Канаде      |
| 2021   | Олимпијске игре                    | Токио, Јапан           | 2.              | 4×100 м штафета | 37.70    |                          |                    |
| 2022   | Светско првенство                  | Јуџин, САД             | 5. (полуфинале) | 100 м           | 10.21    | +0.1                     |                    |
| 2022   | Светско првенство                  | Јуџин, САД             | 1.              | 4×100 м штафета | 37.48    |                          | Рекорд Канаде      |
| 2023   | Светско првернство                 | Будимпешта, Мађарска   | 6.              | 200 м           | 20.14    |                          |                    |
| 2024   | Олимпијске игре                    | Париз, Француска       | 1.              | 4×100 м штафета | 37.50    |                          |                    |
| 2024   | Олимпијске игре                    | Париз, Француска       | 5. (полуфинале) | 100 м           | 9.98     | +0.5                     |                    |
| 2024   | Олимпијске игре                    | Париз, Француска       | 3. (полуфинале) | 200 м           | 20.41    | -0.1                     |                    |

## Видео снимци
- Снимак победе канадске штафете 4 x 100 метара у финалу Олимпијских игара у Паризу 2024.
- Снимак победе Андре де Граса у финалу трке на 200 метара на Олимпијским играма у Токију 2020.